# Cadena (objeto)

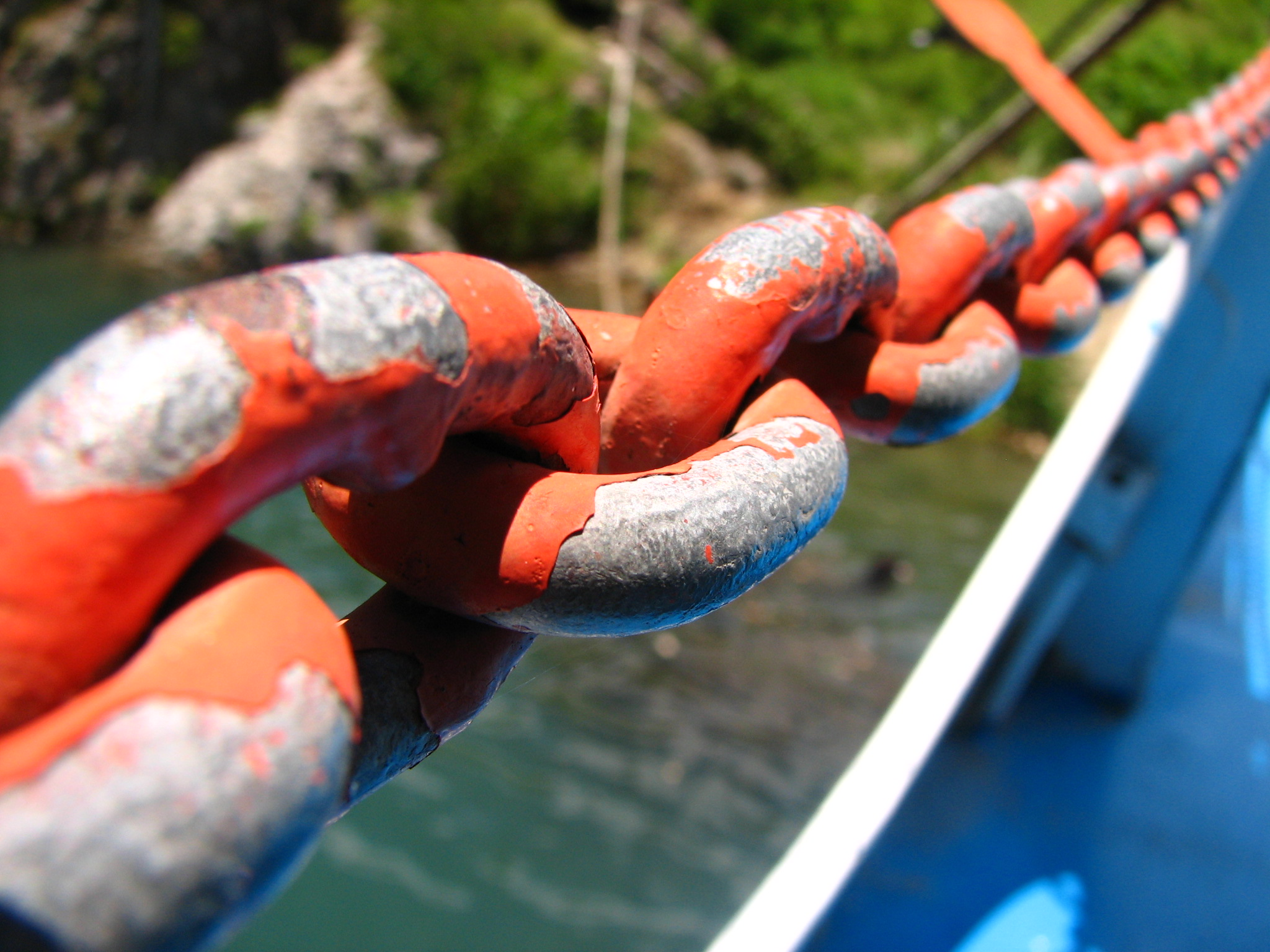
Cadena de barco.

Una cadena es un conjunto de eslabones o anillos enlazados entre sí, que sirven para sujetar, estirar y para la transmisión de movimiento en las máquinas. Es un objeto construido mediante eslabones, generalmente metálicos, que se entrelazan unos a otros. Han sido utilizadas desde la antigüedad debido a su fortaleza combinada con flexibilidad.
Sus usos van desde seguridad para mantener algo sujeto, para esto se necesita un Candado que una ambos extremos y para sostener objetos de gran peso.
Las cadenas se pueden clasificar por su diseño, que puede ser dictado por su uso:
- Aquellos diseñados para levantar, como cuando se usan con un montacargas; para tirar; o para asegurar, como con un candado de bicicleta, tenga eslabones que tengan forma de toroide, lo que hace que la cadena sea flexible en dos dimensiones (siendo la tercera dimensión fija la longitud de la cadena). Las cadenas pequeñas que sirven como joyería son un análogo principalmente decorativo de tales tipos.
- Las cadenas diseñadas para transferir potencia en máquinas tienen eslabones diseñados para engranar con los dientes de la rueda dentada de la máquina, y son flexibles en una sola dimensión. Se les conoce como cadena de rodillos, aunque también hay cadenas sin rodillos como cadena de bloque.

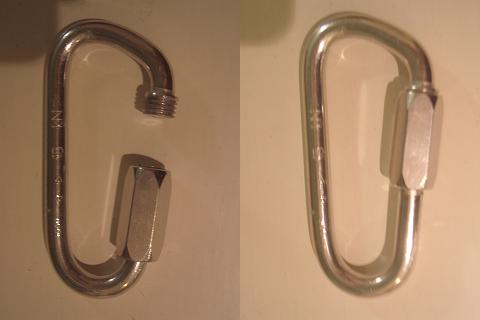
eslabón rápido

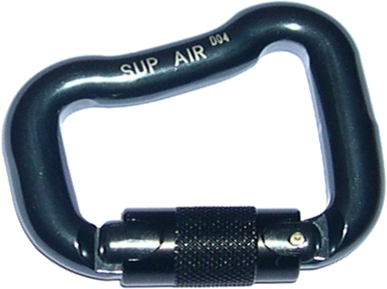
mosquetón

Se pueden conectar dos cadenas distintas mediante un eslabón rápido, mosquetón, grillete u horquilla.
Una cadena puede estar unida a otros elementos. La carga se puede transferir de una cadena a otro objeto mediante un tapón de cadena o final de cadena (chain stopper).

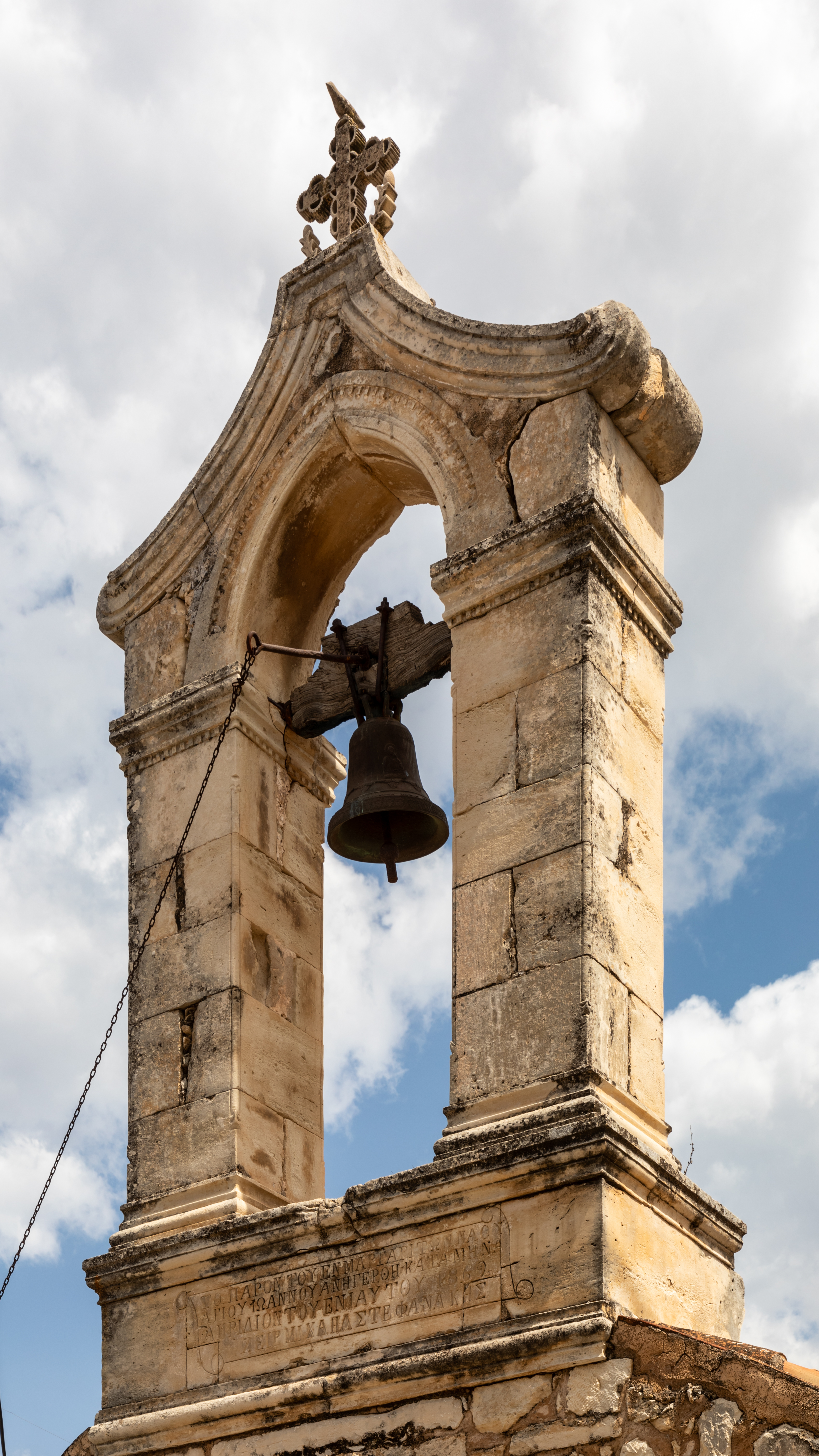
La campana de esta iglesia de Creta se hace sonar accionando una cadena que está unida al mecanismo de la campana con un final de cadena.

## Historia
La cadena de eslabones de metal ha estado en uso desde al menos el 225 a. C. Los romanos no iban jamás a la guerra sin llevar cadenas de prevención para los prisioneros y las tenían de hierro, de plata y aun de oro, para ponerlas según la clase o rango de los prisioneros o vencidos. Los soldados romanos que se habían distinguido en la guerra recibían en recompensa de sus capitanes algunas cadenas con las que se adornaban como un testimonio de sus buenos servicios o hazañas.

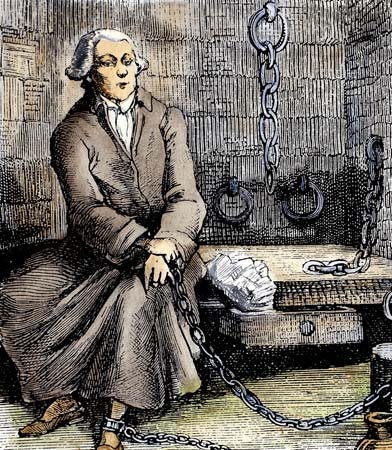
Prisionero encadenado.

Algunos pueblos antiguos, entre ellos los israelitas, tenían una especie de cadenas de las que habla Jeremías, en cuyo remate había una especie de argolla de figura triangular, en la que hacían meter la cabeza a los prisioneros o esclavos, atando después sus manos con la misma cadena, en los dos ángulos de la base del triángulo o argolla.
Entre los romanos cuando se ponía preso a un hombre se le ataba una cadena en su brazo derecho y la otra extremidad de ella estaba asegurada en el brazo izquierdo del soldado encargado de custodiarle. En ciertas ocasiones, se ponía al preso una cadena en el brazo derecho y otra en el izquierdo, cada una de las cuales estaba asegurada por el otro extremo en el brazo izquierdo de los dos soldados destinados para guardarle.
Cuando un juez quería interrogar en secreto a un preso custodiado de este modo, hacía desatar al soldado y el mismo juez tenía entonces el extremo de la cadena. Este modo de guardar un preso hacía inútil muchas veces la precaución de encerrarlo en una prisión y podía habitar con su guarda una casa particular. No siempre fueron simples soldados los que se ataban con los presos: se vieron algunas veces varios tribunos y centuriones destinados a desempeñar este penoso encargo.
Flavio Josefo cuenta que era costumbre entre los romanos romper las cadenas y no desatarlas cuando un acusado era absuelto de su supuesto delito. Tito mandó traer una segur para romper la de este mismo historiador a fin de que nadie dudase de su inocencia. Los libertos consagraban a los dioses lares las cadenas que habían llevado durante su esclavitud. Horacio hace mención en sus Sátiras de este uso.
Las cadenas de metales preciosos formaban parte de los adornos de los romanos y se hallaron muchas de ellas en las excavaciones que se han hecho en diversas épocas. Además, el mismo Horacio habla de ellas en sus Epístolas.
En el siglo XVI, Leonardo da Vinci hizo bocetos de lo que parece ser la primera cadena de acero. Estas cadenas se diseñaron probablemente para transmitir fuerza de tracción, no de envoltura, porque constan sólo de placas y pasadores y tienen herrajes metálicos. Sin embargo, el boceto de da Vinci muestra un rodamiento de rodillos.
La tecnología tardó algún tiempo en ponerse al día con el concepto. Los problemas de fabricación y procesamiento del acero impidieron el crecimiento de las cadenas hasta el siglo XIX, cuando las nuevas tecnologías hicieron realidad las cadenas y los rodamientos de acero. En el siglo XIX, un francés llamado Gull obtuvo la patente de una cadena similar para bicicletas. Esta cadena, llamada "cadena de Gull", se sigue utilizando hoy en día en aplicaciones colgantes.
Cuando se inventó la cadena moldeada en el siglo XIX, las cosas empezaron a moverse con bastante rapidez. Primero apareció la cadena desmontable moldeada, compuesta por eslabones moldeados idénticos. Después apareció la cadena de pivote, que tiene un pasador independiente. La cadena desmontable de fundición y la cadena de pivote se han ido perfeccionando a lo largo de los años y todavía se utilizan en algunas aplicaciones especiales. Están siendo sustituidas -gradualmente- por cadenas transportadoras de acero de gran paso.
A finales del siglo XIX, un nuevo desarrollo -el buje- revolucionó la cadena de acero.Las cadenas con casquillos tenían mayor resistencia al desgaste que la cadena de Gaviota porque el casquillo actuaba como cojinete, protegiendo el pasador. En este punto, la historia de la cadena pasa a la supervelocidad. La cadena con casquillos de acero se utilizó en bicicletas, en la tracción trasera de los primeros automóviles y, en 1903, como propulsor del avión de los hermanos Wright.

## Desarrollo en la minería subterránea
En la minería subterránea, el desarrollo pasó de la cadena al cable metálico. Hasta mediados de la década de 1940, el arado de carbón se arrastraba por medio de un cable metálico en el frente del carbón. Con el desarrollo de la cepilladora de Löbbe en 1947, la cadena de eslabones redondos sustituyó al cable metálico utilizado anteriormente en las operaciones de cepillado subterráneo (cadena de cepillado). La estructura geométrica y los requisitos técnicos de la cadena de cepillo se describen en la norma DIN 22252. Las dimensiones oscilan entre ⌀ 26 mm y ⌀ 42 mm. En consecuencia, las fuerzas de rotura son de 850 a 220 kN. Los materiales especiales (HO=Highly Optimised) han aumentado estos valores a 960-2520 kN.
Además del uso de la cadena de arado en la minería subterránea, también se utiliza la llamada cadena transportadora. Las cadenas transportadoras van montadas con rascadores. Este transportador se utiliza para transportar el carbón extraído. Estas cadenas se definen en las normas DIN 22252 y DIN 22255 para cadenas de cabeza plana. En los últimos años, los fabricantes de cadenas han seguido desarrollando el diseño geométrico de la cadena transportadora clásica. Uno de estos resultados se conoce como cadena de clase F y se utiliza en el rango de hasta ⌀ 60 mm en transportadores de cadena de doble centro. El objetivo de estos nuevos desarrollos es aumentar el rendimiento en la extracción de carbón.
Para construir cadenas de cepilladora/transportadora sin fin de estas dimensiones se necesitan cerraduras de conexión especiales. Aquí se distingue entre cerraduras planas según DIN 22258-1 y cerraduras de bloque según DIN 22258-2. La cerradura plana se utiliza en la cadena cepilladora, mientras que la cerradura de bloque se utiliza principalmente en cadenas transportadoras. El bloqueo plano puede pasar tanto horizontal como verticalmente por la rueda dentada. El bloqueo de bloque sólo puede pasar verticalmente por la rueda dentada.

## Simbolismo
El simbolismo de las cadenas es variado e incluso opuesto. Con ellas unos se duelen de su esclavitud y de su desgracia, mientras que otros se envanecen de su prosapia y de su poder. 

Armas de Navarra con cadenas cruzadas

Los romanos nos presentan una prueba de esta antítesis: sus emperadores condecoraban con cadenas a los soldados que se habían distinguido en la guerra por sus hazañas y su valor, al propio tiempo que las imponían a los enemigos que hacían prisioneros en señal de cautiverio y humillación. Pudieran citarse ejemplos semejantes de otros pueblos y de otras épocas. Las cadenas que muchas veces se han aplicado al encarcelado, al cautivo , al esclavo, al deudor insolvente fueron frecuentemente el carácter distintivo de los reyes, de los señores de vasallos, de los nobles y de personas constituidas en dignidad. Entre los Galos pasaba por uno de los principales atributos de los que ejercían poder y entre los ingleses la cadena representaba la dignidad del lord-corregidor de Londres ya durante sus funciones, ya como recuerdo de haberlas desempeñado.
Y en España, podemos observar las opuestas ideas simbolizadas en la cadena. Las armas de uno de los reinos más poderosos y florecientes de la antigua España cristiana representan cadenas de oro cruzadas en campo de gules o sea de sangre y en su centro una esmeralda. Traen su origen de la celebrada batalla de las Navas de Tolosa ganada contra los moros al comenzar el siglo XIII. En ella el rey Don Sancho de Navarra fue quien rompió las cadenas del palenque en que se hiciera fuerte el Miramamolin y entonces adoptó aquel blasón para su monarquía. Otros nobles, por haberse distinguido en este mismo hecho de armas escogieron también el mismo símbolo para perpetuar su gloria como fueron los Mendozas, Peraltas, Estúñigas y otros. 
Si en esta ocasión se tomó la cadena como timbre de honor, en otras épocas de la historia hubo de emplearse para castigo de rebeliones o para precaver las que en adelante se temieran. Se sabe que vencida la resistencia de los catalanes a reconocer por rey a Felipe V hubo cierta orden para que no se pudiera usar de cuchillos sino despuntados y colgando de las mesas o paredes por medio de una cadena. Algunas casas particulares que había honrado el rey con su presencia ostentaban cadenas en sus puertas principales como si se quisiera dar a entender que aquel paraje hollado con la planta real quedaba cerrado para toda otra persona, en alusión sin duda a que en la etiqueta antigua de palacio, las puertas y cerraduras se llamaban cadena, de donde viene el oficio de porteros de cadena. Estos signos desaparecieron con la caída del régimen absoluto, juzgándose incompatibles con el que se inauguraba.

## Significado figurado
Algunos significados figurados de cadena merecen conocerse: 
- antiguamente cadena era la denominación metafórica de la cárcel en la que se ataba al prisionero a una cadena: a esa denominación se refiere la frase estar en la cadena, así como la de renunciar a la cadena, usada en las antiguas leyes españolas.
- también ha significado la reunión de presidiarios o galeotes que son conducidos a los lugares de la extinción de sus condenas porque iban sujetos con grillos de dos en dos llevando además unas argollas por donde se pasaba la cadena que aseguraba un grupo de doce o de catorce. Las penas de trabajos públicos para las que se aherrojaba a los criminales, solían a veces ser designadas con el nombre de cadena.
- el código penal español adoptó esta palabra aplicándola a una pena aflictiva próxima a la de muerte que los sentenciados debían sufrir, privados de libertad y de todo auxilio de fuera del establecimiento y sometidos a trabajos duros y penosos: el nombre de esta pena proviene de que siempre habían de llevar sujeto el pie con una cadena.[4]

## Barcos y puentes

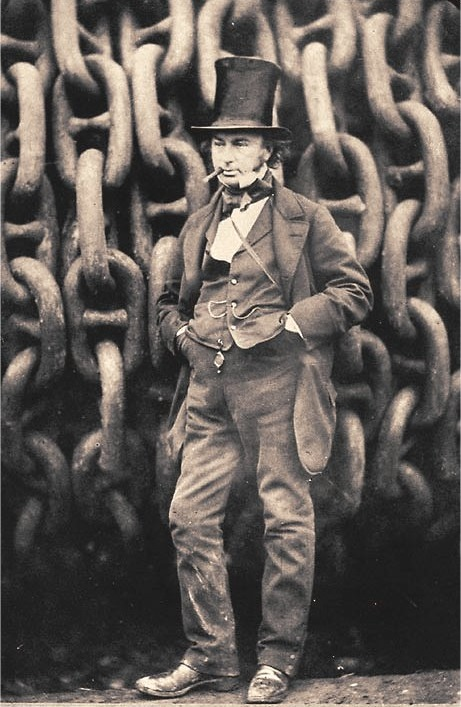
Isambard Kingdom Brunel delante de las cadenas fabricadas en la herrería de Pontypridd por el oficial de la Royal Navy Samuel Brown para el SS. Great Eastern.

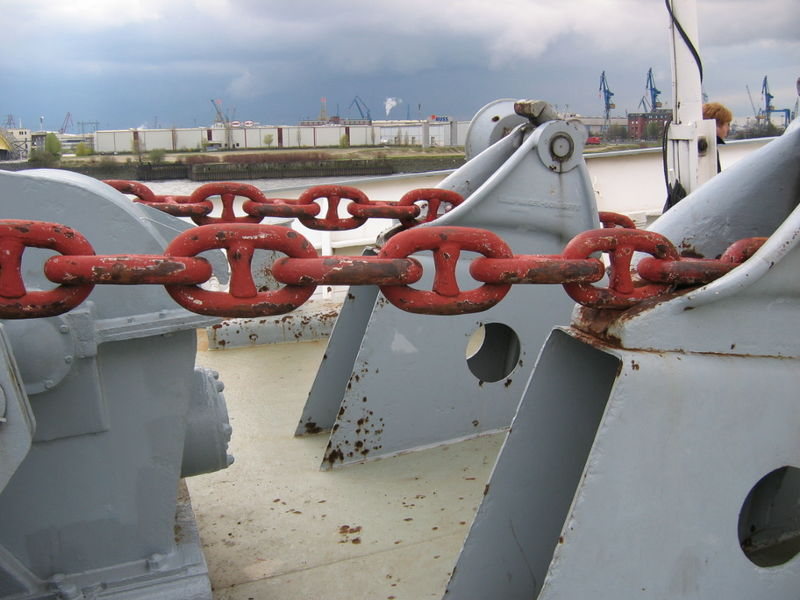
Porción de cabo de amarre entre el molinete (izquierda) y los topes (derecha)

En los barcos las cadenas se asocian a las anclas.
Oficial de la Royal Navy Samuel Brown (1776-1852) innovó en el HMS Penelope en 1806 sustituyendo los cables de los barcos por cadenas de hierro. La empresa que fundó posteriormente suministró todas las cadenas de la Royal Navy hasta 1916 y fabricó las cadenas del SS Great Eastern de Isambard Kingdom Brunel, de las que dejó evidencia el fotógrafo Robert Howlett. Esta aplicación del hierro dio lugar a una gran cantidad de investigaciones y experimentos en Inglaterra sobre la resistencia y tracción del hierro y sobre sus diversas calidades. El hierro blando utilizado para fabricar cables de barco se estira bajo un esfuerzo de dieciocho a veinte kilogramos. Su naturaleza blanda, filamentosa y sobre todo homogénea le permite seguir estirándose uniformemente una quinta parte de su longitud antes de romperse. Este hierro es ideal para las cadenas de los puentes colgantes.
Ya en 1595 aparecen representaciones de un puente con tablero suspendido por cadenas, cuyo diseño se aproxima más a un puente atirantado, en el Machinae Novae (Venecia, 1595) de Fausto Veranzio. La historia registra, sin embargo, que fue en Estados Unidos donde nació el puente colgante moderno. Un juez, James Finley (1756-1828), tuvo la idea de un puente colgante con cadenas de hierro forjado (1801). 
Brown registró una patente para la fabricación de cadenas en 1816 y patentó eslabones de hierro forjado para un puente colgante en 1817. Ese mismo año, otros construyeron el Puente de la Abadía de Dryburgh, el primer puente de cadenas de Gran Bretaña (1817). Brown ya había experimentado con un puente colgante de cadenas, construyendo una estructura de prueba con una luz de 32 m en 1813, que contó con la aprobación de John Rennie y Thomas Telford. Varios intentos fallidos de Ponts des Invalides fueron realizados por Navier (1824) y luego Vergès (1829), hasta los notables logros de Thomas Telford (Menai Suspension Bridge en 1826). 
Las cadenas de los puentes fueron sustituidas por cables.

## Variación de la velocidad
Las cadenas suelen utilizarse a bajas velocidades con grandes cargas. Algunos tipos de cadena y velocidades habituales son:
- Cadena de rodillos de transmisión: menos de 150 m/min.
- Cadena transportadora de paso pequeño: de 10 a 30 m/min.
- Cadena transportadora de precisión: menos de 50 m/min.
- Cadena superior: de 10 a 30 m/min.
- Cadena de flujo libre: de 5 a 10 m/min.
- Cadena transportadora de gran paso: de 10 a 30 m/min.

Existen cadenas diseñadas para operaciones de alta velocidad, por ejemplo:
- La cadena utilizada en los equilibradores de los motores de automoción puede funcionar a 1.800 m/min, es decir, a la misma velocidad que una correa dentada. El paso de la cadena es inferior a 8 mm.
- La cadena que acciona las ruedas traseras de las motos de carreras funciona a 1.500 m/min.
- La cadena que acciona el árbol de levas en los motores diesel marinos funciona a unos 600 m/min. El paso de la cadena es superior a 100 mm.
- La cadena superior que mueve las latas de cerveza en las cervecerías funciona a 200 m/min.
- Las cadenas transportadoras de gran paso y las cadenas de bloques en las plantas de procesamiento de acero pueden funcionar a velocidades de 330 m/min. El paso de la cadena es de 150 mm.

En cada una de estas operaciones de alta velocidad, la cadena debe seleccionarse cuidadosamente. Es importante tener en cuenta no sólo la fuerza y la resistencia al desgaste, sino también el tipo de lubricación necesaria. 